# 129e division d'infanterie (Allemagne)
Pour les articles homonymes, voir 129e division d'infanterie.
La  129e division d'infanterie  (en allemand : 129. Infanterie-Division ou 129. ID) est une des divisions d'infanterie de la Wehrmacht durant la Seconde Guerre mondiale.

## Création
La 129. Infanterie-Division est formée le 20 octobre 1940 à Raum Hanau dans le Wehrkreis IX en tant qu'élément de la 11. welle (11e vague de mobilisation).

## Organisation

### Commandants
| Date                                | Grade                         | Commandant           |
| ----------------------------------- | ----------------------------- | -------------------- |
| 1er octobre 1940 - 22 août 1942     | Generalleutnant               | Stephen Rittau       |
| 22 août 1942 - 25 septembre 1943    | General der Nachrichtentruppe | Albert Praun (en)    |
| 25 septembre 1943 - 31 janvier 1944 | Generalmajor                  | Karl Fabiunke        |
| 31 janvier 1944 - 11 février 1945   | Generalleutnant               | Heribert von Larisch |
| 11 février 1945 - 8 mai 1945        | Generalmajor                  | Bernhard Ueberschär  |

### Officiers d'opérations (Generalstabsoffiziere (Ia))
| Date                               | Grade          | Commandant          |
| ---------------------------------- | -------------- | ------------------- |
| 25 octobre 1940 - Janvier 1941     | Major          | Johann Steets       |
| ? 1941 - ? 1942                    | Major          | Sachenbacher        |
| ? 1942 - ? 1943                    | Major          | Karl-Ernst Rahtgens |
| 15 octobre 1943 - 15 novembre 1944 | Oberstleutnant | Joachim Möller      |
| 15 novembre 1944 - Mai 1945        | Major          | Dieter Kaempfe      |

## Théâtres d'opérations
- Allemagne : octobre 1940 - juin 1941
- Front de l'Est, secteur Centre : juin 1941 - septembre 1944
  - 1941 - 1942 : opération Barbarossa
    - 22 octobre 1941 au 22 janvier 1942 : bataille de Moscou
- Prusse orientale : septembre 1944 - Mai 1945

## Ordres de bataille
1940
- Infanterie-Regiment 427
- Infanterie-Regiment 428
- Infanterie-Regiment 430
- Artillerie-Regiment 129
- Pionier-Bataillon 129
- Panzerjäger-Abteilung 129
- Aufklärungs-Abteilung 129
- Divisions-Nachrichten-Abteilung 129
- Divisions-Nachschubführer 129

1944
- Grenadier-Regiment 427
- Grenadier-Regiment 428
- Grenadier-Regiment 430
- Füsilier-Bataillon 129
- Artillerie-Regiment 129
- Pionier-Bataillon 129
- Panzerjäger-Abteilung 129
- Feldersatz-Bataillon 129
- Divisions-Nachrichten-Abteilung 129
- Divisions-Nachschubführer 129

## Décorations
Certains membres de cette division se sont fait décorer pour faits d'armes :
- Agrafe de la liste d'honneur
  - 26
- Croix allemande en Or
  - 101
- Croix de chevalier de la Croix de fer
  - 26 (dont 1 non officiel)